# Urraca Bourbonská z Obojí Sicílie
Urraca Bourbonsko-Sicilská (Urraca Maria Isabella Carolina Aldegonda Carmela, Principessa di Borbone delle Due Sicilie; 14. července 1913, Mnichov – 3. května 1999, Sigmaringen) byla členkou dynastie Bourbon-Obojí Sicílie a princeznou bourbonsko-sicilskou.

## Dětství a rodina
Princezna Urraca Bourbonsko-Sicilská se narodila 14. července 1913 na mnichovském zámku Nymphenburg v Bavorském království jako šesté a nejmladší dítě vévody Ferdinanda Pia z Kalábrie a jeho manželky Marie Ludoviky Bavorské. Ferdinand Pius byl hlavou dynastie Bourbon-Obojí Sicílie a od 26. května 1934 do 7. ledna 1960 pretendentem trůnu království obojí Sicílie. Urraca měla pět starších sourozenců, čtyři sestry a jednoho bratra: Marii Antonii (1898–1957), Marii Kristýnu (1899–1985), Ruggiera Mariu (1901–1914), Barboru Marii (1902–1927) a Lucii (1908–2001).
Přes otce byla vnučkou hraběte Alfonsa Neapolsko-Sicilského a jeho manželky Marie Antonie Neapolsko-Sicilské. Urraca byla potomkem krále Františka I. Neapolsko-Sicilského a po matce vnučkou krále Ludvíka III. Bavorského.
Urraca se rozhodla neslavit své narozeniny, tvrdíc: "Jak může Bourbon slavit dobytí Bastily?"

## Mládí
Jako dcera dědice zaniklého království a hlavy dynastie Bourbon-Obojí Sicílie zastupovala svou rodinu v královských a aristokratických funkcích a na charitativních akcích. Zúčastnila se pohřbu svého prastrýce Leopolda Bavorského dne 3. října 1930 v Mnichově. V lednu 1934 se s matkou a sestrou Lucií také zúčastnila odpoledního tanečního čaje v hotelu Vier Jahreszeiten a maďarského plesu Asociace maďarské pomoci v Mnichově. Také v únoru 1936 navštívila závěrečných událostí na mnichovském karnevalu. Dne 16. dubna 1936 se zúčastnila svatby svého bratrance Alfonsa s princeznou Alicí Bourbonsko-Parmskou ve vídeňském Minoritském kostele. Spolu se španělským králem Alfonsem XIII., princeznou Marií Annou Rakouskou a parmským vévodou Eliášem byla v dubnu 1936 čestným hostem na jarní přehlídce rakouské armády. V únoru 1938 nvštívila ples baltského červeného kříže a ples hraběnky Adelheid Arco-Valley v cherubinsälenském hotelu Vier Jahreszeiten. 23. října 1957 se v Mnichově zúčastnila svatby své sestřenice Marie Gabriely Bavorské s knížetem Jiřím Waldburg zu Zeil und Trauchburg.
V noci 10. ledna 1957 Urraca vezla svou starší sestru Marii Antonii do jejího domu v německém Lindau, když se jejich automobil u švýcarského města Winterthur srazil s nákladním autem, které se smýkalo na ledu. Marie Antonie při nehodě zemřela a Urraca byla vážně zraněna.
Urraca byla také aktivní podporovatelkou historických společností Obojí Sicílie a dalších královských a šlechtických organizací. V říjnu 1993 se v římském Palazzo Pallavicini-Rospigliosi zúčastnila konference, kde bylo přes 200 italských šlechticů a aristokratů, kteří obhajovali obnovení šlechty ve vedení obrany katolických principů a politických a kulturních institucích. Její bratranec Karel nárokující si sicilský trůn se konference také účastnil. V únoru 1994 Urraca odcestovala do Gaety, kde se účastnila stého výročí úmrtí Františka II. Neapolsko-Sicilského a 133. výročí ukončení obléhání Gaety.

## Smrt, pohřeb a dědictví
Urraca zemřela 3. května 1999 v německém Sigmaringenu v Bádensko-Württembersku. Uložena byla na hřbitov Filialkirche svatého Petra a Pavla v Riedenu vedle své sestry Marie Antonie, bratra Rugguera a rodičů. Její hrob by označen jednoduchým dřevěným křížem opatřeným malým mosazným štítkem nesoucím její jméno. Později byl vyměněn za velký náhrobní kámen ve tvaru kříže s podobným malým mosazným štítkem.
V roce 2013 uspořádal Institut historického výzkumu Obojí Sicílie ve Filialkirche svatého Petra a Pavla mši, aby vzdal hold Urrace na sté výročí jejího narození a 14. výročí její smrti. Účastnili se jí členové rodu Wittelsbachů a šlechta Obojí Sicílie.

## Tituly, oslovení a vyznamenání

### Tituly a oslovení
- 14. července 1913 – 3. května 1999: Její královská Výsost princezna Urraca Bourbonsko-Sicilská

### Vyznamenání
- Konstantinův řád sv. Jiří
- Suverénní řád Maltézských rytířů

## Vývod z předků
|                            |                                              |  |                    |                                 |  |  |  |  |  |  |  | František I. Neapolsko-Sicilský |
|                            |                                              |  |                    |                                 |  |  |  |  |  |  |  |                                 |
|                            | Ferdinand II. Neapolsko-Sicilský             |  |                    |                                 |  |  |  |  |  |  |  |                                 |
|                            |                                              |  |                    |                                 |  |  |  |  |  |  |  |                                 |
|                            |                                              |  |                    | Marie Isabela Španělská         |  |  |  |  |  |  |  |                                 |
|                            |                                              |  |                    |                                 |  |  |  |  |  |  |  |                                 |
|                            | Alfons Neapolsko-Sicilský                    |  |                    |                                 |  |  |  |  |  |  |  |                                 |
|                            |                                              |  |                    |                                 |  |  |  |  |  |  |  |                                 |
|                            |                                              |  |                    | Karel Ludvík Rakousko-Těšínský  |  |  |  |  |  |  |  |                                 |
|                            |                                              |  |                    |                                 |  |  |  |  |  |  |  |                                 |
|                            | Marie Terezie Izabela Rakouská               |  |                    |                                 |  |  |  |  |  |  |  |                                 |
|                            |                                              |  |                    |                                 |  |  |  |  |  |  |  |                                 |
|                            |                                              |  |                    | Jindřiška Nasavsko-Weilburská   |  |  |  |  |  |  |  |                                 |
|                            |                                              |  |                    |                                 |  |  |  |  |  |  |  |                                 |
|                            | Ferdinand Pius z Kalábrie                    |  |                    |                                 |  |  |  |  |  |  |  |                                 |
|                            |                                              |  |                    |                                 |  |  |  |  |  |  |  |                                 |
|                            |                                              |  |                    | František I. Neapolsko-Sicilský |  |  |  |  |  |  |  |                                 |
|                            |                                              |  |                    |                                 |  |  |  |  |  |  |  |                                 |
|                            | František Neapolsko-Sicilský                 |  |                    |                                 |  |  |  |  |  |  |  |                                 |
|                            |                                              |  |                    |                                 |  |  |  |  |  |  |  |                                 |
|                            |                                              |  |                    | Marie Isabela Španělská         |  |  |  |  |  |  |  |                                 |
|                            |                                              |  |                    |                                 |  |  |  |  |  |  |  |                                 |
|                            | Marie Antonie Neapolsko-Sicilská             |  |                    |                                 |  |  |  |  |  |  |  |                                 |
|                            |                                              |  |                    |                                 |  |  |  |  |  |  |  |                                 |
|                            |                                              |  |                    | Leopold II. Toskánský           |  |  |  |  |  |  |  |                                 |
|                            |                                              |  |                    |                                 |  |  |  |  |  |  |  |                                 |
|                            | Marie Izabela Toskánská                      |  |                    |                                 |  |  |  |  |  |  |  |                                 |
|                            |                                              |  |                    |                                 |  |  |  |  |  |  |  |                                 |
|                            |                                              |  |                    | Marie Antonie Sicilská          |  |  |  |  |  |  |  |                                 |
|                            |                                              |  |                    |                                 |  |  |  |  |  |  |  |                                 |
| Urraca Bourbonsko-Sicilská |                                              |  |                    |                                 |  |  |  |  |  |  |  |                                 |
|                            |                                              |  |                    |                                 |  |  |  |  |  |  |  |                                 |
|                            |                                              |  | Ludvík I. Bavorský |                                 |  |  |  |  |  |  |  |                                 |
|                            |                                              |  |                    |                                 |  |  |  |  |  |  |  |                                 |
|                            | Luitpold Bavorský                            |  |                    |                                 |  |  |  |  |  |  |  |                                 |
|                            |                                              |  |                    |                                 |  |  |  |  |  |  |  |                                 |
|                            |                                              |  |                    | Tereza Sasko-Hildburghausenská  |  |  |  |  |  |  |  |                                 |
|                            |                                              |  |                    |                                 |  |  |  |  |  |  |  |                                 |
|                            | Ludvík III. Bavorský                         |  |                    |                                 |  |  |  |  |  |  |  |                                 |
|                            |                                              |  |                    |                                 |  |  |  |  |  |  |  |                                 |
|                            |                                              |  |                    | Leopold II. Toskánský           |  |  |  |  |  |  |  |                                 |
|                            |                                              |  |                    |                                 |  |  |  |  |  |  |  |                                 |
|                            | Augusta Ferdinanda Toskánská                 |  |                    |                                 |  |  |  |  |  |  |  |                                 |
|                            |                                              |  |                    |                                 |  |  |  |  |  |  |  |                                 |
|                            |                                              |  |                    | Marie Anna Saská                |  |  |  |  |  |  |  |                                 |
|                            |                                              |  |                    |                                 |  |  |  |  |  |  |  |                                 |
|                            | Marie Ludovika Bavorská                      |  |                    |                                 |  |  |  |  |  |  |  |                                 |
|                            |                                              |  |                    |                                 |  |  |  |  |  |  |  |                                 |
|                            |                                              |  |                    | František IV. Modenský          |  |  |  |  |  |  |  |                                 |
|                            |                                              |  |                    |                                 |  |  |  |  |  |  |  |                                 |
|                            | Ferdinand Karel Viktor Rakouský-Este         |  |                    |                                 |  |  |  |  |  |  |  |                                 |
|                            |                                              |  |                    |                                 |  |  |  |  |  |  |  |                                 |
|                            |                                              |  |                    | Marie Beatrice Savojská         |  |  |  |  |  |  |  |                                 |
|                            |                                              |  |                    |                                 |  |  |  |  |  |  |  |                                 |
|                            | Marie Tereza Rakouská-Este                   |  |                    |                                 |  |  |  |  |  |  |  |                                 |
|                            |                                              |  |                    |                                 |  |  |  |  |  |  |  |                                 |
|                            |                                              |  |                    | Josef Habsbursko-Lotrinský      |  |  |  |  |  |  |  |                                 |
|                            |                                              |  |                    |                                 |  |  |  |  |  |  |  |                                 |
|                            | Alžběta Františka Marie Habsbursko-Lotrinská |  |                    |                                 |  |  |  |  |  |  |  |                                 |
|                            |                                              |  |                    |                                 |  |  |  |  |  |  |  |                                 |
|                            |                                              |  |                    | Marie Dorotea Württemberská     |  |  |  |  |  |  |  |                                 |
|                            |                                              |  |                    |                                 |  |  |  |  |  |  |  |                                 |